# Айвазовський Гаврило
Гавриїл Айвазовський (Гаврило Айвазовський) (10 травня 1812, Феодосія — 8 квітня 1880, Ванкський монастир) — вірменський релігійний діяч, ерудит, науковець, літератор, перекладач.
Народився в сім'ї незаможних вірмен у Феодосії (Таврійська губернія). Був охрещений у вірмено-григоріанській церкві Св. Георгія. Освіту отримав у парафіяльній школі та повітовому училищі у Феодосії. Коли йому виповнилося 13 років, батьки віддали його на навчання до католицького абата Минаса Медиги, який належав до чернечого ордену мехітаристів, мешкав у Карасубазарі та був відомим педагогом. Він пообіцяв батькові Гаврила, що відправить хлопця на навчання у Венецію.
1826 рік  — Гавриїл розпочав навчання у Венеції.
1830 рік  — був пострижений в ченці та зачислений до ордену мехітаристів.
Займався у Венеції богословськими науками, вивченням давніх і нових мов. Під час перебування в монастирі вивчив 12 мов: грецьку, латинську, іврит, санскрит, арабську, перську, турецьку, а також досконало володів давньою вірменською мовою. З європейських мов володів французькою, італійською, іспанською, англійською, німецькою. Російською писав, але не володів досконало розмовним варіантом. Навіть серед мехітаристів, відомих знанням мов, Айвазовському не було рівних.
1837-1849 роки — викладав у академії Св. Лазаря. Тоді написав кілька літературних і наукових праць.
1849-1855 роки — був керівником викладання наук у вірменському «Муратівському училищі» в Парижі. У цей час католицькі монахи висунули звинувачення Айвазовському, що училище було відкритим для вірменів-католиків і вірменів-григоріан та в націоналістичному спрямуванні навчання замість католицького. Ці інтриги та переслідування, які йшли з Риму, змусили Айвазовського залишити діяльність в училищі, віддалитися від ордену мехітаристів, а потім — вийти з католицтва та перейти під зверхність Ечміадзінського патріархату.
1857 рік — був призначений на нахічевано-бессарабську кафедру вірмено-григоріанської церкви.
Айвазовський заснував вірменські журнали «Поліісторь» та «Базмавень».
Глибока ерудиція Айвазовського, наукові праці та знання багатьох східних мов сприяли тому, що він був членом багатьох наукових товариств Європи.
У Парижі Айвазовський заснував літературно-науковий журнал, який виходив французькою та вірменською мовами, а з 1858 року видавав цей журнал у Феодосії, куди переніс свою єпископську кафедру. У Феодосії цей журнал видавався під назвою «Веселка» («Радуга») французькою, вірменською, російською мовою.
Відкрив у 1858 році у Феодосії Халібовське вірменське училище на меценатські кошти вірменина Артемія Халібова. Айвазовському довелося організовувати навчальний процес, а також друкування підручників. Через 4 роки він відкрив останній (шостий) клас в училищі та перевів його у власне, вибудуване ним приміщення. Воно було розраховане на 150 учнів зі всіх країн світу, де перебували вірмени. Також Айвазовський відкрив у Феодосії училище для дівчат. При училищі діяла друкарня, яка видавала книги та журнал «Веселка». Після смерті католікоса Нерсеса та призначення новим патріархом неосвіченого й обмеженого турецького прелата Матеоса для Айвазовського знову почався період гонінь і переслідувань. Через 8 років він змушений був залишити єпархію та діяльність в училищі. Наступні 10 років Айвазовський проживав у своїх родичів і займався літературною та науковою працею. У цей період він переклав вірменською твори Крилова.
Після смерті Матеоса (1875) новий католікос Кеворк призначив Айвазовського ректором духовної академії в Ечміадзині і віддав йому грузинсько-імеретинську єпархію.
1879 рік  — Айвазовський склав зі себе повноваження ректора і займався справами єпархії, проживаючи в Тифлісі.